# Adrienne Rich
Pour les articles homonymes, voir Rich.
Adrienne Rich, née le 16 mai 1929 à Baltimore dans l'État du Maryland et morte le 27 mars 2012 à Santa Cruz dans l'État de la Californie, est une poète, essayiste, critique littéraire, professeure d'université et théoricienne féministe américaine. À partir des années 1970, une part importante de son œuvre est consacrée à son lesbianisme et à son engagement contre l'hégémonie de l'hétérosexualité comme seule norme sociale de la sexualité.

## Biographie

### Jeunesse et formation
Adrienne Cecile Rich est née le 16 mai 1929, à Baltimore, dans le Maryland,. Elle est la fille aînée du docteur Arnold Rich, un médecin légiste et professeur à la Johns Hopkins School of Medicine et de Helen Jones Rich, une pianiste et compositrice classique de formation. Arnold Rich est le fils d'un couple de Juifs ashkénazes qui a quitté l’Europe pour s'installer à Vicksburg dans le Mississippi. Helen Jones est issue d'une famille de White Anglo-Saxon Protestant du Sud, qui grâce à une bourse a pu suivre des cours de piano et de composition à l'Institut Peabody, conservatoire supérieur de musique rattaché à l'université Johns-Hopkins de Baltimore. C'est à Baltimore que Helen Jones et Arnold Rich se sont rencontrés, ils se marient en 1925. Après leur mariage, Helen Jones Rich met fin à sa carrière artistique pour se consacrer à l'éducation de ses deux filles,.
Son père, pétri de culture humaniste, traite Adrienne comme son fils, lui ouvre grand les rayons de sa bibliothèque et lui fait découvrir ses poètes préférés et plus particulièrement William Blake, Dante, Alfred Tennyson et John Keats. Adrienne Rich est encouragée par son père aussi bien pour ses lectures que pour ses premiers écrits. La relation d'Adrienne Rich avec son père sera déterminante pour son éducation et par la suite pour sa carrière littéraire,,,.
Après ses études secondaires à la Roland Park Country School (en) de Baltimore, elle est admise au Radcliffe College, en 1947, où elle a obtenu son Bachelor of Arts (licence) en 1951.
La même année, elle publie son premier recueil de poèmes, A Change of World, qui est remarqué par l'écrivain et critique littéraire W. H. Auden, lui permettant d'être la lauréate du "Yale Series of Younger Poets Competition",.
En 1953, elle reçoit une bourse de la fondation Guggenheim pour étudier à l'université d'Oxford au Royaume-Uni pendant un an. Après des vacances de Pâques passées à Florence elle décida de ne pas revenir à Oxford et de continuer à découvrir la culture italienne et de se vouer à l'écriture poétique. C'est pendant cette année que se déclareront les premiers symptômes de la polyarthrite rhumatoïde.

### Carrière
Après la publication de The Diamond Cutters, and Other Poems, en 1953 elle va rester huit ans sans publier, elle traverse une crise personnelle, de doute, de questionnements, elle découvre Mary Wollstonecraft, James Baldwin et Simone de Beauvoir et décide après son dernier accouchement en 1959 de reprendre le contrôle de sa vie et de son corps.
En 1966, Adrienne Rich enseigne la poésie à l'Université de Columbia de New York, elle y rencontre les idées radicales inondant le campus, en particulier le mouvement anti-Vietnam et celui de la libération des femmes. La même année, son mari est embauché au City College de New York. En 1968, elle obtient également un poste d'enseignant au City College dans le cadre du programme Seek qui a tenté de tendre la main aux étudiants défavorisés. Dans son travail, les idées radicales commencent à faire surface dans son recueil de poésie Leaflets paru en 1969 et de façon plus décisive dans ses articles qui avaient maintenant commencé à apparaître dans des revues féministes. Son engagement politique créa une crise au sein du couple. En 1970, le couple se sépare. Son mari se suicide la même année.
En 1971, elle édite son poème The Will to Change, marqué par son évolution personnelle, qu'elle étayera en 1973 avec la parution de Diving into the Wreck.
Avec Twenty-one Love Poems en 1976, elle révèle ses premières amours lesbiennes.
Elle commence sa vie de couple avec Michelle Cliff, poète et romancière d'origine jamaïcaine, en 1976. Avec sa compagne, elle deviendra la rédactrice en chef de la revue lesbienne Sinister Wisdom. En 1984, le couple emménage dans la ville de Santa Cruz dans l’état de Californie. Dans la dernière partie de sa vie, les œuvres notables de Adrienne Rich seront surtout des essais comme Compulsory Heterosexuality and Lesbian Existence ou  On Lies, Secrets and Silence.
Ses articles abordent divers thèmes : le féminisme, la maternité, les droits civils, le pacifisme, la violence faite au femmes dans les prisons, la maltraitance envers les femmes, l’homosexualité.

### Carrière universitaire
- 1966-68, professeur à la Columbia University,
- 1968-72, professeur au City College de New York,
- 1972-73, professeur à la Brandeis University[19]
- 1983-84, professeur au Scripps College (en) de la San Jose State University,
- 1984-1993, professeur à la Stanford University

### Vie privée
Fin 1953, de retour au Massachusetts, elle épouse un économiste, Alfred H. Conrad (en). le couple donne naissance à trois enfants : David né en 1955, Pablo né en 1957 et Jacob né en 1959. Ils se séparent en 1970, peu de temps après Alfred H. Conrad se donne la mort en octobre 1970,,.
De 1976 jusqu'à son décès en 2012, dû à la polyarthrite rhumatoïde, elle partage sa vie avec la poète Michelle Cliff dans la ville de Santa Cruz,.

## Regards sur l'œuvre

### Féminisme ou libération des femmes?
Adrienne Rich se méfie du terme de « féminisme » et de son utilisation, elle préfère utiliser le terme « libération des femmes ». Pour elle, ce dernier terme est plus susceptible de transmettre les enjeux de la lutte des femmes pour leur émancipation à la génération suivante. D'autre part, en utilisant le terme de « libération des femmes » cela signifie que les femmes sont dans des processus de libération des facteurs sociaux, économiques, culturels qui peuvent être considérés comme oppressifs envers à leurs droits.
Elle dit dans Of Woman Born: Motherhood as Experience and Institution que « nous avons besoin de comprendre le pouvoir et l'impuissance incarnée par la maternité dans la culture patriarcale. »
Adrienne Rich parle aussi de la nécessité pour les femmes de s'unir dans son livre On Lies, Secrets, and Silence. Dans ce livre, elle a écrit : « Nous les femmes avons souvent eu le sentiment malsain d'un clivage profond quant à la vérité de notre expérience. Notre avenir dépend de la santé mentale de chacune d'entre nous, et par delà les aspects subjectifs, personnels nous avons le projet de décrire notre réalité pleinement, clairement autant que nous le pouvons les unes aux autres. »
Compte tenu de la condition des femmes dans les années 1950-70, on peut dire que les œuvres de Rich sur le féminisme sont avant-gardistes. Ses vues sur l'égalité des droits et la nécessité pour les femmes de maximiser leur potentiel, de développer des processus d'autonomisation peuvent être considérées comme progressistes pour l'époque.
Pour Adrienne Rich, la société dans son ensemble est fondée sur le patriarcat et en tant que telle, elle limite les droits des femmes. Pour l'égalité des droits à atteindre entre les sexes, les notions existantes devront être réajustées pour inclure la perspective féminine,,.

### La «contrainte à l'hétérosexualité» et le «continuum lesbien»
L'un de ses essais les plus célèbres, Compulsory Heterosexuality and Lesbian Existence (1980), expose sa théorie du « continuum lesbien » contre l'hétérosexisme, essai qui a eu un fort retentissement social et théorique au sein de la pensée féministe. Dans cet essai, souvent comparé à La Pensée Straight de Monique Wittig, Adrienne Rich entend problématiser l'hétérosexualité pour la dénaturaliser ; ce n'est plus l'homosexualité qui est un problème mais le modèle hégémonique de l'hétérosexualité. D'après Rich, les femmes vivant sous les injonctions du régime hétérosexuel parviennent toujours à tisser des liens intimes et sentimentaux entre elles, en évoluant dans ce qu'elle nomme un « continuum lesbien » où s'exprime « un large registre d’expériences (…) impliquant une identification aux femmes ». Cette notion de continuum lesbien permet de penser les liens entre féminisme et lesbianisme, tout en explorant les diverses formes de solidarités féminines élaborées au sein des sociétés patriarcales.

### Réception de son œuvre

#### En France
Selon Charlotte Blanchard, auteure d'une thèse soutenue à l'université Bordeaux-Montaigne en 2019, l’œuvre d'Adrienne Rich est relativement peu connue par le lectorat français. Elle indique dans le texte présentant sa thèse : « Malgré différentes tentatives pour accueillir la poésie d’Adrienne Rich en France (traduction de ses essais, inscription au programme de l’agrégation, lecture en librairie) elle est toujours en 2019 dans une situation ambiguë de présence mais d’invisibilité pour le lectorat français. »

## Œuvres

### Traductions francophones
- La contrainte à l'hétérosexualité et autres essais (trad. Françoise Armengaud, Christine Delphy, Emmanuèle Lesseps et Lisette Girouard), Mamamelis, 1er mai 2010, 181 p. (ISBN 9782940116096)[33].
- Paroles d'un monde difficile : poèmes 1988-2004 : une anthologie (trad. Chantal Bizzini), Sainte-Colombe-sur-Gand, La rumeur libre Editions, 1er octobre 2019, 112 p. (ISBN 9782355771415).
- Plonger dans l'épave / Diving into the Wreck. Poèmes 1971-1972 (trad. Chantal Ringuet), Montréal, Éditions du Noroît, 24 septembre 2024, 130 p.  (ISBN 978-2-89766-467-1)].
- Le Rêve d'un langage commun / The Dream of a Common Language. Poèmes 1974-1977 (trad. Shira Abramovich et Lénaïg Cariou), Montreuil, L'Arche Éditeur, 15 janvier 2025, 176 p.

### Recueils de poésie
- (en-US) A Change of World, W. W. Norton Company, 1951, rééd. 21 juin 2016, 64 p. (ISBN 9780393352573),
- (en-US) The Diamond Cutters, Harper & Brothers, 1955, 119 p. (OCLC 1110481488),
- (en-US) Snapshots of a Daughter-in-Law: Poems, 1954-1962, W. W. Norton & Company, 1963, rééd. 17 novembre 1967, 64 p. (ISBN 9780393041460),
- (en-US) Necessities of Life, W.W. Norton & Company, 1er juin 1966, 79 p. (ISBN 9780393042474),
- (en-US) Leaflets, W. W. Norton Company, 1er mars 1969, 80 p. (ISBN 9780393041910),
- (en-US) The Will to Change, W. W. Norton Company, 1er janvier 1971, 67 p. (ISBN 9780393043464),
- (en-US) Diving Into the Wreck, W. W. Norton Company, 31 décembre 1973, rééd. avril 2013, 80 p. (ISBN 9780393346015),
- (en-US) Poems: Selected and New, 1950-1974, W. W. Norton & Company, 1974, rééd. 1 janvier 1975, 256 p. (ISBN 9780393043921),
- (en-US) Twenty One Love Poems, Effie's Press, 1976, 22 p. (OCLC 3679936),
- (en-US) The Dream of a Common Language, W. W. Norton Company, 31 décembre 1978, rééd. 1 avril 2013, 79 p. (ISBN 9780393346008),
- (en-US) A Wild Patience Has Taken Me This Far, W. W. Norton Company, 31 décembre 1981, rééd. 17 juillet 1993, 72 p. (ISBN 9780393310375),
- (en-US) Sources, Heyeck Press, 1er mars 1983, 35 p. (ISBN 9780940592162),
- (en-US) The Fact of a Doorframe: Poems Selected and New, 1950-1984, W. W. Norton & Company, 1 octobre 1984, rééd. 17 novembre 2002, 352 p. (ISBN 9780393323955),
- (en-US) Your Native Land, Your Life, W. W. Norton Company, 1 mai 1986, rééd. 17 octobre 1993, 128 p. (ISBN 9780393310825, lire en ligne),
- (en-US) Time's Power, W. W. Norton Company, 17 mai 1989, 72 p. (ISBN 9780393305753),
- (en-US) An Atlas of the Difficult World, W. W. Norton Company, 17 octobre 1991, 72 p. (ISBN 9780393308310),
- (en-US) Collected Early Poems, 1950-1970, W. W. Norton Company, 1 janvier 1993, rééd. 17 septembre 1995, 435 p. (ISBN 9780393313857),
- (en-US) Dark Fields of the Republic, W. W. Norton Company, 1er septembre 1995, 96 p. (ISBN 9780393038682, lire en ligne),
- (en-US) Midnight Salvage, W. W. Norton Company, 15 janvier 1999, 96 p. (ISBN 9780393319842),
- (en-US) Fox : Poems 1998-2000, W. W. Norton Company, mars 2001, rééd. 17 mars 2003, 80 p. (ISBN 9780393323771)
- (en-US) The School Among the Ruins, W. W. Norton Company, 9 janvier 2004, rééd. 17 janvier 2006, 112 p. (ISBN 9780393327557),
- (en-US) Telephone Ringing in the Labyrinth, W. W. Norton Company, 17 octobre 2007, rééd. 4 mai 2009, 112 p. (ISBN 9780393065657),
- (en-US) Tonight No Poetry Will Serve, W. W. Norton Company, 17 janvier 2011, 80 p. (ISBN 9780393079678, lire en ligne),
- (en-US) Later Poems Selected and New: 1971-2012, W. W. Norton Company, 5 novembre 2012, rééd. 23 novembre 2015, 544 p. (ISBN 9780393351835),
- (en-US) Selected Poems: 1950-2012, W. W. Norton Company, 11 septembre 2018, 464 p. (ISBN 9780393355116),
- (en-US) Collected Poems: 1950–2012 (préf. Claudia Rankine), W. W. Norton Company, 28 mars 2016, 1164 p. (ISBN 9780393285116),

### Prose et essais
- (en-US) Of Woman Born: Motherhood as Experience and Institution, W. W. Norton Company, 1 janvier 1976, rééd. 1 avril 1999, 322 p. (ISBN 9780393023794),
- (en-US) The Meaning Of Our Love For Women Is What We Have Constantly To Expand, Out & Out Books, 1977, 8 p. (ISBN 9780918314062),
- (en-US) On Lies, Secrets, and Silence: Selected Prose, 1966-1978, W. W. Norton Company, 1 avril 1979, rééd. 17 avril 1995, 310 p. (ISBN 9780393312850),
- (en-US) Compulsory Heterosexuality and Lesbian Existence, Antelope Publications, 1980, 32 p. (ISBN 9780906500071),
- (en-US) Blood, Bread, and Poetry: Selected Prose, 1979-1985, W. W. Norton Company, 1 janvier 1986, rééd. 17 janvier 1994, 256 p. (ISBN 9780393311624),
- (en-US) What is Found There: Notebooks on Poetry and Politics, W. W. Norton Company, 1 octobre 1993, rééd. 17 octobre 2003, 352 p. (ISBN 9780393312461),
- (en-US) Arts of the Possible: Essays and Conversations, W. W. Norton Company, 17 avril 2001, 208 p. (ISBN 9780393050455),
- (en-US) Poetry and Commitment, W. W. Norton Company, 2 avril 2007, 64 p. (ISBN 9780393331035),
- (en-US) A Human Eye: Essays on Art in Society, 1996-2008, W. W. Norton & Company, 1er avril 2009, 208 p. (ISBN 9780393070064),
- (en-US) Essential Essays: Culture, Politics, and the Art of Poetry, W. W. Norton Company, 28 août 2018, rééd. 20 août 2019, 352 p. (ISBN 9780393355130),

### Articles (sélection)
- « Review: Reflections on Lawrence », Poetry, vol. 106, no 3,‎ juin 1965, p. 218-225 (8 pages) (lire en ligne ),
- Adrienne Rich, Aijaz Ahmad & William Stafford,, « The Poetry of Ghalib », The Hudson Review, vol. 22, no 4,‎ hiver 1969 / 70, p. 609-622 (14 pages) (lire en ligne )
- « When We Dead Awaken: Writing as Re-Vision », College English, Vol. 34, No. 1,‎ octobre 1972, p. 18-30 (13 pages) (lire en ligne ),
- « Mother And Son, Woman And Man », The American Poetry Review, vol. 5, no 5,‎ septembre / octobre 1976, p. 6-13 (8 pages) (lire en ligne ),
- « Taking Women Students Seriously », The Radical Teacher, No. 11,‎ mars 1979, p. 40-43 (4 pages) (lire en ligne),
- « Compulsory Heterosexuality and Lesbian Existence », Signs, vol. 5, no 4,‎ été 1980, p. 631-660 (30 pages) (lire en ligne ),
- (fr) « La contrainte à l'hétérosexualité et l'existence lesbienne », Nouvelles Questions Féministes, no 1,‎ mars 1981, p. 15-43 (29 pages) (lire en ligne ),
- « An Interview with Audre Lorde », Signs, vol. 6, no 4,‎ été 1981, p. 713-736 (24 pages) (lire en ligne ),
- « Blood, Bread and Poetry: The Location of the Poet », The Massachusetts Review, Vol. 24, No. 3,‎ automne 1983, p. 521-540 (20 pages) (lire en ligne ),
- « Comment on Friedman's "'I Go Where I Love': An Intertextual Study of H. D. and Adrienne Rich" », Signs, Vol. 9, No. 4,‎ été 1984, p. 733-738 (6 pages) (lire en ligne ),
- « Faces of Commitment: Poetry From South Africa », Crime and Social Justice, No. 24,‎ 1985, p. 135-142 (8 pages) (lire en ligne ),
- « Words out of the Whirlwind », Bridges, Vol. 1, No. 2,‎ 1990, p. 111-120 (10 pages) (lire en ligne ),
- « Muriel Rukeyser, 1913-1978: "Poet...Woman...American...Jew" », Bridges, Vol. 1, No. 1,‎ printemps 1990, p. 23-29 (7 pages) (lire en ligne ),
- « Sliding Stone From The Cave's Mouth », The American Poetry Review, Vol. 19, No. 5,‎ septembre / octobre 1990, p. 11-17 (7 pages) (lire en ligne )
- co-écrit avec Lee Zimmerman, Robinson Jeffers, William Everson, Robert Penn Warren, « An Eye for an I: Emerson and Some "True" Poems of Robinson Jeffers, William Everson, Robert Penn Warren, and Adrienne Rich », Contemporary Literature, Vol. 33, No. 4,‎ hiver 1992, p. 645-664 (20 pages) (lire en ligne),
- « Passages from What is Found There: Notebooks On Poetry and Politics », The American Poetry Review, Vol. 22, No. 1,‎ janvier / février 1993, p. 60-65 (6 pages) (lire en ligne),
- « Beginners », The Kenyon Review, New Series, Vol. 15, No. 3,‎ été 1993, p. 12-19 (8 pages) (lire en ligne),
- « The Hermit's Scream », PMLA, Vol. 108, No. 5,‎ octobre 1993, p. 1157-1164 (8 pages) (lire en ligne),
- « Disobedience Is What NWSA Is Potentially about », Women's Studies Quarterly, Vol. 25, No. 1/2,‎ printemps / été 1997, p. 271-277 (7 pages) (lire en ligne ),
- « Arts of the Possible », The Massachusetts Review, Vol. 38, No. 3,‎ automne 1997, p. 319-337 (19 pages) (lire en ligne ),
- co-écrit avec Lois Bar-Yaacov, « An Exchange of Letters More Questions between Lois Bar-Yaacov than Answers and Adrienne Rich », Bridges, Vol. 10, No. 1,‎ printemps 2004, p. 19-26 (8 pages) (lire en ligne ),

## Prix et distinctions (sélection)
- 1950 : lauréate du prix Yale Series of Younger Poets Competition décerné par les Yale University Press pour son recueil A Change of World[34],[35],
- 1952 : obtention d'une bourse de recherche décernée par la Fondation John-Simon-Guggenheim[36],
- 1959 : obtention d'une bourse de recherche décernée par la Fondation John-Simon-Guggenheim[36],
- 1960 : lauréate du Arts and Letters Awards décerné par l'American Academy of Arts and Letters[37],
- 1961 : obtention de la Amy Lowell Poetry Travelling Scholarship (en) créée par les exécuteurs testamentaire de la poète Amy Lowell[38]
- 1971 : lauréate du Shelley Memorial Award décerné par la Poetry Society of America, pour son recueil de poèmes The Will to Change[20],[39],
- 1974 : lauréate du National Book Award, catégorie poésie, pour son recueil de poèmes Diving Into the Wreck, prix qu'elle partage avec Alice Walker et Audre Lorde au nom de toutes les femmes[40],
- 1981 : lauréate du Fund for Human Dignity Award décerné par le National LGBTQ Task Force[41],[20],[42],
- 1986 : lauréate du premier Ruth Lilly Poetry Prize (en), décerné par la Poetry Foundation[43],[20],[44],
- 1989 : obtention de la bourse Marjorie Kovler Research Fellowship décernée par la John F. Kennedy Presidential Library and Museum[20],[45],
- 1990 : élue membre de l'Académie américaine des arts et des lettres[20],
- 1991 : élue membre de l'Académie américaine des arts et des sciences[46],[20],
- 1992 : lauréate du Frost Award décerné par la Poetry Society of America[47],[48],
- 1994 : obtention d'une Bourse MacArthur décernée par la Fondation MacArthur[49],
- 1996 : élection à la charge de chancelière de l'Academy of American Poets, charge qu'elle exercera jusqu'en 2001[50],[20].
- 1996 : lauréate du Wallace Stevens Award décerné par l'Academy of American Poets[51],
- 1997 : récipiendaire de la National Medal of Arts décernée par le National Endowment for the Arts (NEA) qu'elle refuse en signe de protestation contre une démocratie américaine qu'elle juge en déclin et trop centralisée[52],
- 1999 : lauréate du Lannan Lifetime Achievement Award, décerné par la Lannan Foundation pour l'ensemble de son œuvre[53],
- 2003 : lauréate du Bollingen Prize (en) décerné par la Fondation Bollingen de la bibliothèque du Congrès[54],[55],
- 2004 : lauréate du National Book Critics Circle Award décerné par le National Book Critics Circle (en)[56]
- 2006 : récipiendaire de la Medal for Distinguished Contribution to American Letters (médaille pour son apport remarquable à la littérature américaine) décernée par la National Book Foundation (en)[57],
- 2010 : lauréate du Lifetime Recognition Award décerné par le Griffin Trust en hommage à l'ensemble de son œuvre[58],
- 2019 : cérémonie de son inscription sur le National LGBTQ Wall of Honor (en) créé par la National LGBTQ Task Force[59],[60],

#### Articles dans des encyclopédies et manuels de référence
- (en-US) David Kalstone, Five Temperaments: Elizabeth Bishop, Robert Lowell, James Merrill, Adrienne Rich, John Ashbery, New York, Oxford University Press, USA, 6 octobre 1977, 212 p. (ISBN 9780195022605, lire en ligne), p. 129-169,
- (en-US) Wendy Martin, An American Triptych: Anne Bradstreet, Emily Dickinson, and Adrienne Rich, Chapel Hill, Caroline du Nord, University of North Carolina Press, 16 janvier 1984, 272 p. (ISBN 9780807815731, lire en ligne), p. 167-234,
- (en-US) Encyclopedia Of World Biography, v. 13. Raffles-Schelling, Detroit, Gale Research, 1998, 527 p. (ISBN 9780910081023, lire en ligne), p. 128-129,
- (en-US) Notable Poets-Vol. 2 : Friedrich Hölderlin--Adrienne Rich, Pasadena, Californie, Salem Press, 1er septembre 1998, 952 p. (ISBN 9780893569693, lire en ligne), p. 940-952,
- (en-US) Women in World History, vol. 13. R-Schr, Waterford, Connecticut, Yorkin Publications, 1999, rééd. 27 août 2001, 919 p. (ISBN 9780787640729, lire en ligne), p. 249-254,
- (en-US) The Greenwood Encyclopedia Of American Poets And Poetry, Volume 4, Westport, Connecticut, Greenwood Press, 30 décembre 2005, 456 p. (ISBN 9780313330124, lire en ligne), p. 1369-1374,
- (en-US) The Oxford Encyclopedia of American Literature, Volume 3: Norman Mailer - Sentimental Literature, Oxford University Press, USA, 2004, 557 p. (ISBN 9780195167269, lire en ligne), p. 462-470,
- (en-US) Steven G. Kellman, Magill's Survey of American Literature-Vol.5, Pasadena, Californie, Salem Press, 1 septembre 2006, rééd. 1 janvier 2009, 2419 p. (ISBN 9781587654367, lire en ligne), p. 2190-2199,
- (en-US) Rosemary M. Canfield Reisman (dir.), Critical Survey of Poetry : Gay and Lesbian Themes, Ipswich, Massachusetts, Salem Press, 2011, 260 p. (ISBN 9781429836500, lire en ligne), p. 121-134,

#### Essais

##### Francophones
- Marie-Christine Lemardeley-Cunci, Arienne Rich : Cartographies du silence, Presses Universitaires de Lyon, 1er octobre 1990, 203 p. (ISBN 9782729703752),
- Charlotte Blanchard, Réception et traduction de la poésie d'Adrienne Rich en France (thèse de doctorat d'études anglophones), Université Bordeaux Montaigne, 2019 (lire en ligne)

##### Anglophones
- Judith McDaniel, Reconstituting the World: The Poetry & Vision of Adrienne Rich, Argyle, New York, Spinsters Ink Books, 28 janvier 1978, 28 p. (ISBN 9780933216013, lire en ligne),
- Wendy Martin, An American Triptych : Anne Bradstreet, Emily Dickinson, Adrienne Rich, Chapel Hill, Caroline du Nord, The University of North Carolina Press, 1984, 290 p. (ISBN 9780807841129, lire en ligne),
- Jane Roberta Cooper (dir.), Reading Adrienne Rich: Reviews and Re-Visions, 1951-81, Ann Arbor, Michigan, University of Michigan Press, 15 juin 1984, 392 p. (ISBN 9780472093502, lire en ligne),
- Myriam Díaz-Diocaretz, Translating Poetic Discourse : Questions of feminist strategies in Adrienne Rich, Philadelphie, Pennsylvanie, John Benjamins Publishing Company, 1985, 180 p. (ISBN 9780915027521, lire en ligne),
- Claire Keyes, The Aesthetics of Power: The Poetry of Adrienne Rich, Athens, Georgie, University of Georgia Press, 1 janvier 1986, rééd. 1 octobre 2008, 240 p. (ISBN 9780820333519, lire en ligne),
- Craig Werner, Adrienne Rich : The Poet and Her Critics, Chicago, Illinois, American Library Association, 1er avril 1988, 220 p. (ISBN 9780838904879, lire en ligne),
- Liz Yorke, Adrienne Rich : Passion, Politics and the Body, Thousand Oaks (Californie), Londres (Royaume-Uni) & New Delhi (Inde), Sage Publications (réimpr. 1998) (1re éd. 1997), 180 p. (ISBN 9780803977266, lire en ligne),
- Cheri Colby Langdell, Adrienne Rich : The Moment of Change, Westport, Connecticut, Praeger, 2004, 304 p. (ISBN 9780313316050, lire en ligne),
- Amy Sickels, Adrienne Rich, Philadelphie, Pennsylvanie, Chelsea House Publishers, coll. « Gay & Lesbian Writers » (réimpr. 2006) (1re éd. 2005), 168 p. (ISBN 9780791082232, lire en ligne),

#### Articles

##### Francophones
- Diane Lamoureux, « De la tragédie à la rébellion : le lesbianisme à travers l'expérience du féminisme radical », Tumultes, no 21-22,‎ 2003 / 2004, p. 251-263 (12 pages) (lire en ligne),
- Elsa Dorlin, « De l'usage épistémologique et politique des catégories de « sexe » et de « race » », Cahiers du Genre, no 39,‎ février 2005, p. 83-105 (22 pages) (lire en ligne),
- Gwenola Ricordeau, « Rich Adrienne, La contrainte à l’hétérosexualité et autres essais », Genre, sexualité & société,‎ printemps 2011 (lire en ligne),
- Alexandre Jaunait & Sébastien Chauvin, « Représenter l'intersection. Les théories de l'intersectionnalité à l'épreuve des sciences sociales », Revue française de science politique, volume 62,‎ janvier 2012, p. 5-20 (15 pages) (lire en ligne),
- Chantal Bizzini, Marilyn Hacker, Patricia Godi, Adrienne Rich, « Adrienne Rich », Europe, no 996, dossier Gilles Deleuze,‎ avril 2012, p. 225-282 (57 pages),

##### Anglophones
- Adrienne Rich & Susan Sontag, « Feminism and Fascism: An Exchange », The New York Review,‎ 20 mars 1975 (lire en ligne),
- Marilyn R. Farwell, « Adrienne Rich and an Organic Feminist Criticism », College English, Vol. 39, No. 2,‎ octobre 1977, p. 191-203 (13 pages) (lire en ligne),
- Audre Lorde & Adrienne Rich, « An Interview with Audre Lorde », Signs, Vol. 6, No. 4,‎ été 1981, p. 713-736 (24 pages) (lire en ligne),
- Mary Slowik, « The Friction of the Mind: The Early Poetry of Adrienne Rich », The Massachusetts Review, Vol. 25, No. 1,‎ printemps 1984, p. 142-160 (19 pages) (lire en ligne),
- David Montenegro, Adrienne Rich, « An Interview by David Montenegro », The American Poetry Review, Vol. 20, No. 1,‎ janvier / février 1991, p. 7-14 (8 pages) (lire en ligne),
- Peter Erickson, « Singing America: From Walt Whitman to Adrienne Rich », The Kenyon Review, New Series, Vol. 17, No. 1,‎ hiver 1995, p. 103-119 (17 pages) (lire en ligne),
- Mary K. DeShazer, « "The End of a Century": Feminist Millennial Vision in Adrienne Rich's "Dark Fields of the Republic" », NWSA Journal, Vol. 8, No. 3,‎ automne 1996, p. 36-62 (27 pages) (lire en ligne),
- Barbara L. Estrin, « Re-Versing the Past: Adrienne Rich's Postmodern Inquietude », Tulsa Studies in Women's Literature, Vol. 16, No. 2,‎ automne 1997, p. 345-371 (27 pages) (lire en ligne),
- Joshua S. Jacobs, « Mapping After the Holocaust: The "Atlases" of Adrienne Rich and Gerhard Richter », Mosaic: An Interdisciplinary Critical Journal, Vol. 32, No. 4,‎ décembre 1999, p. 111-127 (17 pages) (lire en ligne),
- Stephen Burt, « Charles Baxter, August Kleinzahler, Adrienne Rich: Contemporary Stevensians and the Problem of "Other Lives », The Wallace Stevens Journal, Vol. 24, No. 2,‎ 2000, p. 115-134 (20 pages) (lire en ligne),
- Albert Gelpi, « The Transfiguration of the Body: Adrienne Rich's Witness », The Wallace Stevens Journal, Vol. 25, No. 1,‎ printemps 2001, p. 7-18 (12 pages) (lire en ligne),
- Jacqueline Vaught Brogan, « Wrestling with Those "Rotted Names": Wallace Stevens' and Adrienne Rich's "Revolutionary Poetics" », The Wallace Stevens Journal, Vol. 25, No. 1,‎ printemps 2001, p. 19-39 (21 pages) (lire en ligne),
- Joshua S. Jacobs, « "An Atlas of the Difficult World": Adrienne Rich's Countermonument », Contemporary Literature, Vol. 42, No. 4,‎ hiver 2001, p. 727-749 (23 pages) (lire en ligne),
- John O'Mahoney, « Poet and pioneer », The Guardian,‎ 15 juin 2002 (lire en ligne),
- Piotr Gwiazda, « "Nothing Else Left to Read": Poetry and Audience in Adrienne Rich's "An Atlas of the Difficult World" », Journal of Modern Literature, Vol. 28, No. 2,‎ 2005, p. 165-188 (24 pages) (lire en ligne),
- Too Much Will to Change, par Jill M. Neziri pour la revue Jacket2, 2008,
- C. L. Cole & Shannon L. C. Cate, « Compulsory Gender and Transgender Existence: Adrienne Rich's Queer Possibility », Women's Studies Quarterly, Vol. 36, No. 3/4,‎ hiver 2008, p. 279-287 (9 pages) (lire en ligne),
- Jeannette E. Riley, « The Voice of Poetry is Calling: Adrienne Rich's Democratic Impulse », Soundings: An Interdisciplinary Journal, Vol. 92, No. 3/4,‎ hiver 2009, p. 347-364 (18 pages) (lire en ligne),
- D. Lynn O'Brien Hallstein, « The Intriguing History and Silences of Of Woman Born: Rereading Adrienne Rich Rhetorically to Better Understand the Contemporary Context », Feminist Formations, Vol. 22, No. 2,‎ été 2010, p. 18-41 (24 pages) (lire en ligne),
- Sasha Weiss, « Postscript: Adrienne Rich, 1929-2012 », The New Yorker,‎ 29 mars 2012 (lire en ligne),
- Andrea Peto, « Honouring Adrienne Rich, key ‘second-wave’ feminist writer and poet (1926-2012) », Gender and Education Association GEA,‎ 13 janvier 2013 (lire en ligne),
- Tuhina Mukherjee, « Contribution of Adrienne Rich to the Feminist Literary Movement », IJELLH, Volume III Issue I (Bhopal, Inde),‎ mars 2015, p. 22 pages (lire en ligne),
- Michelle Dean, « Adrienne Rich’s Feminist Awakening », The New Republic,‎ 4 avril 2016 (lire en ligne),
- Claudia Rankine, « Adrienne Rich’s Poetic Transformations », The New Yorker,‎ 12 mai 2016 (lire en ligne)
- Dan Chiasson, « Boundary Conditions, Adrienne Rich’s collected poems. », The New Yorker,‎ 13 juin 2016 (lire en ligne),
- Christian P. Haines, « The Impersonal Is Political: Adrienne Rich's The Dream of a Common Language, Feminism, and the Art of Biopolitics », Cultural Critique, Vol. 96,‎ printemps 2017, p. 178-215 (38 pages) (lire en ligne),
- Erica Gene Delsandro, « No More Missed Connections: A Lesson in Transpersonal Feminism with Virginia Woolf, Audre Lorde, and Adrienne Rich », Woolf Studies Annual, Vol. 25,‎ 2019, p. 73-96 (24 pages) (lire en ligne),
- Davy Knittle, « Public Sexuality and the Feminist Poetics of Redevelopment in Leslie Scalapino and Adrienne Rich », Women's Studies Quarterly, Vol. 47, No. 3/4,‎ hiver 2019, p. 232-250 (19 pages) (lire en ligne),
- Maggie Doherty, « The Long Awakening of Adrienne Rich », The New Yorker,‎ 23 novembre 2020 (lire en ligne),